# Världscupen i längdåkning 1998/1999
Världscupen i längdåkning 1998/1999 inleddes i Muonio i Finland den 28 november 1998 och avslutades på Holmenkollen i Oslo den 20 mars 1999. Vinnare av totala världscupen blev Bjørn Dæhlie från Norge på herrsidan. På damsidan delades första platsen av Stefania Belmondo från Italien och Bente Skari från Norge.

## Tävlingskalender

### Herrar
| Placering | Datum                          | Plats                  | Distans                                     | Etta                                                                     | Tvåa                                                                     | Trea                                                                       |
| --------- | ------------------------------ | ---------------------- | ------------------------------------------- | ------------------------------------------------------------------------ | ------------------------------------------------------------------------ | -------------------------------------------------------------------------- |
| 1.        | 28 november 1998               | Muonio                 | 10 kilometer fristil                        | Per Elofsson                                                             | Bjørn Dæhlie                                                             | Sami Repo                                                                  |
| 2.        | 29 november 1998               | Muonio                 | Stafett 4 × 10 km                           | SverigeAnders Bergström Magnus Ingesson Mathias Fredriksson Per Elofsson | NorgeOle Einar Bjørndalen Kristen Skjeldal Bjørn Dæhlie Tor Arne Hetland | ItalienFabio Maj Silvio Fauner Pietro Piller Cottrer Maurizio Pozzi        |
| 3.        | 10 december 1999               | Milano                 | Sprint fristil                              | Mathias Fredriksson                                                      | Peter Schlickenrieder                                                    | Thobias Fredriksson                                                        |
| 4.        | 12 december 1998               | Toblach                | 10 kilometer fristil                        | Bjørn Dæhlie                                                             | Michail Botvinov                                                         | Alois Stadlober                                                            |
| 5.        | 13 december 1998               | Toblach                | 15 kilometer klassisk stil                  | Bjørn Dæhlie                                                             | Espen Bjervig                                                            | Jari Isometsä                                                              |
| 6.        | 19 december 1998               | Davos                  | 30 kilometer klassisk stil                  | Bjørn Dæhlie                                                             | Aleksej Prokurorov                                                       | Michail Botvinov                                                           |
| 7.        | 20 december 1998               | Davos                  | Stafett 4 × 10 km                           | NorgeEspen Bjervig Erling Jevne Bjørn Dæhlie Tor Arne Hetland            | SverigeAnders Bergström Niklas Jonsson Mathias Fredriksson Per Elofsson  | ÖsterrikeAlexander Marent Alois Stadlober Michail Botvinov Achim Walcher   |
| 8.        | 27 december 1998               | Garmisch-Partenkirchen | Sprint fristil                              | Tor Arne Hetland                                                         | Thobias Fredriksson                                                      | Ari Palolahti                                                              |
| 9.        | 28 december 1998               | Engelberg              | Sprint fristil                              | Tor Arne Hetland                                                         | Christian Hoffmann                                                       | Patrik Mächler                                                             |
| 10.       | 29 december 1998               | Kitzbühel              | Sprint fristil                              | Peter Schlickenrieder                                                    | Thobias Fredriksson                                                      | Christian Hoffmann                                                         |
| 11.       | 5 januari 1999                 | Otepää                 | 15 kilometer klassisk stil                  | Espen Bjervig                                                            | Mika Myllylä                                                             | Anders Bergström                                                           |
| 12.       | 9 januari 1999                 | Nové Město             | 15 kilometer klassisk stil                  | Bjørn Dæhlie                                                             | Erling Jevne                                                             | Espen Bjervig                                                              |
| 13.       | 10 januari 1999                | Nové Město             | Stafett 4 × 10 km                           | –                                                                        | –                                                                        | –                                                                          |
| 14.       | 12 januari 1999                | Nové Město             | 30 kilometer fristil                        | Michail Botvinov                                                         | Bjørn Dæhlie                                                             | Per Elofsson                                                               |
| 15.       | 14 februari 1999               | Seefeld in Tirol       | 10 kilometer fristil                        | Mika Myllylä                                                             | Michail Botvinov                                                         | Jari Isometsä                                                              |
| VM        | 19 februari – 28 februari 1999 | Ramsau                 | Världsmästerskapen i nordisk skidsport 1999 | Världsmästerskapen i nordisk skidsport 1999                              | Världsmästerskapen i nordisk skidsport 1999                              | Världsmästerskapen i nordisk skidsport 1999                                |
| 16.       | 5 mars 1999                    | Lahtis                 | Mixstafett 2 × 5 km + 2 × 10 km             | –                                                                        | –                                                                        | –                                                                          |
| 17.       | 7 mars 1999                    | Lahtis                 | 15 kilometer klassisk stil                  | Bjørn Dæhlie                                                             | Vladimir Vilisov                                                         | Frode Estil                                                                |
| 18.       | 13 mars 1999                   | Falun                  | 30 kilometer klassisk stil                  | Anders Bergström                                                         | Michail Botvinov                                                         | Mika Myllylä                                                               |
| 19.       | 14 mars 1999                   | Falun                  | Stafett 4 × 10 km                           | SverigeMathias Fredriksson Anders Bergström Per Elofsson Jörgen Brink    | FinlandJanne Immonen Harri Kirvesniemi Mika Myllylä Sami Repo            | RysslandVitalij Denisov Michail Ivanov Aleksej Prokurorov Vladimir Vilisov |
| 20.       | 20 mars 1999                   | Oslo                   | 50 kilometer klassisk stil                  | Michail Botvinov                                                         | Bjørn Dæhlie                                                             | Christian Hoffmann                                                         |
| 21.       | 21 mars 1999                   | Oslo                   | Stafett 4 × 10 km                           | –                                                                        | –                                                                        | –                                                                          |

### Damer
| Placering | Datum                          | Plats                  | Distans                                     | Etta                                                                           | Tvåa                                                                           | Trea                                                                           |
| --------- | ------------------------------ | ---------------------- | ------------------------------------------- | ------------------------------------------------------------------------------ | ------------------------------------------------------------------------------ | ------------------------------------------------------------------------------ |
| 1.        | 28 november 1998               | Muonio                 | 5 kilometer fristil                         | Kateřina Neumannová                                                            | Stefania Belmondo                                                              | Nina Gavriljuk                                                                 |
| 2.        | 29 november 1998               | Muonio                 | Stafett 4 × 5 km                            | RysslandOlga Danilova Anfisa Reztsova Svetlana Nagejkina Nina Gavriljuk        | ItalienKarin Moroder Gabriella Paruzzi Sabina Valbusa Stefania Belmondo        | NorgeBente Martinsen Elin Nilsen Anita Moen Maj Helen Sorkmo                   |
| 3.        | 10 december 1999               | Milano                 | Sprint fristil                              | Anita Moen                                                                     | Andreja Mali                                                                   | Bente Martinsen                                                                |
| 4.        | 12 december 1998               | Toblach                | 5 kilometer fristil                         | Kateřina Neumannová                                                            | Antonina Ordina                                                                | Nina Gavriljuk                                                                 |
| 5.        | 13 december 1998               | Toblach                | 10 kilometer klassisk stil                  | Bente Martinsen                                                                | Nina Gavriljuk                                                                 | Antonina Ordina                                                                |
| 6.        | 19 december 1998               | Davos                  | 15 kilometer klassisk stil                  | Olga Danilova                                                                  | Bente Martinsen                                                                | Larisa Lazutina                                                                |
| 7.        | 20 december 1998               | Davos                  | Stafett 4 × 5 km                            | Ryssland IOlga Danilova Svetlana Nagejkina Larisa Lazutina Nina Gavriljuk      | ItalienGabriella Paruzzi Antonella Confortola Stefania Belmondo Sabina Valbusa | Ryssland IIMarina Lazskaja Natalia Baranova Julija Tjepalova Anfisa Reztsova   |
| 8.        | 27 december 1998               | Garmisch-Partenkirchen | Sprint fristil                              | Bente Martinsen                                                                | Kristina Šmigun                                                                | Andreja Mali                                                                   |
| 9.        | 28 december 1998               | Engelberg              | Sprint fristil                              | Bente Martinsen                                                                | Maj Helen Sorkmo                                                               | Karin Moroder                                                                  |
| 10.       | 29 december 1998               | Kitzbühel              | Sprint fristil                              | Bente Martinsen                                                                | Andreja Mali                                                                   | Anne Kristi Marken                                                             |
| 11.       | 5 januari 1999                 | Otepää                 | 10 kilometer klassisk stil                  | Bente Martinsen                                                                | Antonina Ordina                                                                | Kristina Šmigun                                                                |
| 12.       | 9 januari 1999                 | Nové Město             | 10 kilometer klassisk stil                  | Bente Martinsen                                                                | Kateřina Neumannová                                                            | Svetlana Nagejkina                                                             |
| 13.       | 10 januari 1999                | Nové Město             | Stafett 4 × 5 km                            | –                                                                              | –                                                                              | –                                                                              |
| 14.       | 12 januari 1999                | Nové Město             | 15 kilometer fristil                        | Kristina Šmigun                                                                | Stefania Belmondo                                                              | Nina Gavriljuk                                                                 |
| 15.       | 14 februari 1999               | Seefeld in Tirol       | 5 kilometer fristil                         | Nina Gavriljuk                                                                 | Anfisa Reztsova                                                                | Stefania Belmondo                                                              |
| VM        | 19 februari – 28 februari 1999 | Ramsau                 | Världsmästerskapen i nordisk skidsport 1999 | Världsmästerskapen i nordisk skidsport 1999                                    | Världsmästerskapen i nordisk skidsport 1999                                    | Världsmästerskapen i nordisk skidsport 1999                                    |
| 16.       | 5 mars 1999                    | Lahtis                 | Mixstafett 2 × 5 km + 2 × 10 km             | –                                                                              | –                                                                              | –                                                                              |
| 17.       | 7 mars 1999                    | Lahtis                 | 10 kilometer klassisk stil                  | Larisa Lazutina                                                                | Bente Martinsen                                                                | Kateřina Neumannová                                                            |
| 18.       | 13 mars 1999                   | Falun                  | 15 kilometer klassisk stil                  | Larisa Lazutina                                                                | Svetlana Nagejkina                                                             | Kateřina Neumannová                                                            |
| 19.       | 14 mars 1999                   | Falun                  | Stafett 4 × 5 km                            | Ryssland ISvetlana Nagejkina Natalia Baranova Julija Tjepalova Larisa Lazutina | Ryssland IINina Gavriljuk Ljubov Jegorova Anfisa Reztsova Irina Skladneva      | ItalienSabina Valbusa Gabriella Paruzzi Antonella Confortola Stefania Belmondo |
| 20.       | 20 mars 1999                   | Oslo                   | 30 kilometer klassisk stil                  | Julija Tjepalova                                                               | Stefania Belmondo                                                              | Kristina Šmigun                                                                |
| 21.       | 21 mars 1999                   | Oslo                   | Stafett 4 × 5 km                            | –                                                                              | –                                                                              | –                                                                              |

## Slutställning

### Herrar
| Placering | Åkare               | Poäng |
| 1.        | Bjørn Dæhlie        | 885   |
| 2.        | Michail Botvinov    | 685   |
| 3.        | Mika Myllylä        | 573   |
| 4.        | Mathias Fredriksson | 484   |
| 5.        | Per Elofsson        | 465   |
| 6.        | Anders Bergström    | 454   |
| 7.        | Espen Bjervig       | 406   |
| 8.        | Jari Isometsä       | 370   |
| 9.        | Aleksej Prokurorov  | 366   |
| 10.       | Erling Jevne        | 318   |

| Placering | Åkare                 | Poäng |
| 1.        | Bjørn Dæhlie          | 480   |
| 2.        | Tor Arne Hetland      | 354   |
| 3.        | Mathias Fredriksson   | 308   |
| 4.        | Espen Bjervig         | 298   |
| 5.        | Per Elofsson          | 295   |
| 6.        | Christian Hoffmann    | 287   |
| 7.        | Michail Botvinov      | 272   |
| 8.        | Mika Myllylä          | 261   |
| 9.        | Thobias Fredriksson   | 252   |
| 10.       | Peter Schlickenrieder | 247   |

| Placering | Åkare               | Poäng |
| 1.        | Michail Botvinov    | 413   |
| 2.        | Bjørn Dæhlie        | 360   |
| 3.        | Mika Myllylä        | 312   |
| 4.        | Anders Bergström    | 261   |
| =.        | Aleksej Prokurorov  | 261   |
| 6.        | Mathias Fredriksson | 176   |
| 7.        | Fulvio Valbusa      | 157   |
| 8.        | Per Elofsson        | 141   |
| 9.        | Niklas Jonsson      | 129   |
| 10.       | Alois Stadlober     | 122   |

### Damer
| Placering | Åkare               | Poäng |
| 1.        | Bente Martinsen     | 768   |
| =.        | Stefania Belmondo   | 768   |
| 3.        | Nina Gavriljuk      | 705   |
| 4.        | Kristina Šmigun     | 666   |
| 5.        | Larisa Lazutina     | 648   |
| 6.        | Kateřina Neumannová | 618   |
| 7.        | Svetlana Nagejkina  | 530   |
| 8.        | Olga Danilova       | 507   |
| 9.        | Anfisa Reztsova     | 490   |
| 10.       | Antonina Ordina     | 430   |

| Placering | Åkare               | Poäng |
| 1.        | Bente Martinsen     | 806   |
| 2.        | Kateřina Neumannová | 490   |
| 3.        | Kristina Šmigun     | 473   |
| 4.        | Nina Gavriljuk      | 401   |
| 5.        | Stefania Belmondo   | 356   |
| 6.        | Larisa Lazutina     | 305   |
| 7.        | Antonina Ordina     | 282   |
| 8.        | Anfisa Reztsova     | 250   |
| 9.        | Andreja Mali        | 240   |
| 10.       | Anita Moen          | 235   |

| Placering | Åkare              | Poäng |
| 1.        | Kristina Šmigun    | 372   |
| 2.        | Stefania Belmondo  | 345   |
| 3.        | Larisa Lazutina    | 343   |
| 4.        | Svetlana Nagejkina | b.d.  |
| 5.        | Olga Danilova      | 240   |
| 6.        | Nina Gavriljuk     | 215   |
| 7.        | Julija Tjepalova   | 200   |
| 8.        | Anfisa Reztsova    | 190   |
| 9.        | Irina Taranenko    | 156   |
| 10.       | Maria Theurl       | 147   |

### Fotnoter
1. ↑  FIS redovisar inte poängen för Nagejkina